# Amidou
| Amidou                                    | Amidou                                    |
| Kattints az alábbi külső linkek egyikére! | Kattints az alábbi külső linkek egyikére! |
| ----------------------------------------- | ----------------------------------------- |
| Nem található szabad kép.(?)              |                                           |
| külső link · jogvédett                    | Képe a Sudplanete.net-en                  |

Hamidou Benmessaoud (egyéb névváltozatok: Ben Messaoud, Benmassoud, Ben Massoud; művésznevén: Amidou; Rabat, 1935. augusztus 2. – Clichy (Hauts-de-Seine), 2013. szeptember 19.) marokkói–francia televíziós, színházi és filmszínész volt.

## Pályája
A marokkói Rabatban született Amidou 17 évesen került Párizsba, ahol elvégezte a Conservatoire national supérieur d’art dramatique-ot (röviden: CNSAD), azaz a Francia Nemzeti Drámaművészeti Konzervatóriumot. Claude Lelouch 1960-ban készült Le Propre de l’homme című filmjében lépett először a kamerák elé és egyben a rendező kedvenc színészeinek egyikévé vált, akinek összesen 11 filmjében szerepelt, kisebb-nagyobb szerepekben. Számos további ismert francia rendező filmjeiben is szerepelt, úgy mint: Georges Lautner, Alain Cavalier, Philippe de Broca, vagy Alexandre Arcady, akinek több filmjében is játszott.
Angolul is jól beszélt, így amerikai rendezők filmjeiben is szerepelt, mint például William Friedkin A félelem ára című 1977-es noir thrillerében, John Frankenheimer 1998-as akciófilmjében, a Roninban, Tony Scott 2001-es Kémjátszmájában, John Huston Menekülés a győzelembe című 1981-es háborús-sport filmjében, vagy Michele Lupo 1981-es western komédiájában, az Aranyeső Yuccában című filmben, melyben - Bud Spencer mellett főszereplőként - felejthetetlenül alakította Girolamót, az ütődött indiánt.
Színházi debütálása 1968-ban volt Jean Genet Les Paravents (A paravánok) című darabjában. A párizsi Théâtre de l’Odéon (jelenleg: Odéon-Théâtre de l’Europe) társulatának volt a tagja.

## Díjai, hatása
Az első marokkói volt, akinek játékát díjjal jutalmazták a konzervatóriumban. 1969-ben megkapta a Rio de Janeirói Nemzetközi Filmfesztivál legjobb színésznek járó díját a Claude Lelouch rendezésében készült La Vie, l’Amour, la Mort (Élet, szerelem, halál) című filmdráma főszerepéért. 2005-ben Martin Scorsese adta át neki a Marrákes Nemzetközi Filmfesztivál (FIFM) életműdíját. Amadou megnyitotta az utat a Magreb régió színészeinek új generációja előtt.

## Halála
Amidou 2013. szeptember 19-én az esti órákban hunyt el egy párizsi kórházban, egy meg nem határozott betegségben.

## Filmszerepek
- Le propre de l’homme (1961)
- Une fille et des fusils (1965) - Amidou
- Les grands moments (1966) - Roger Amy
- Brigade antigangs (1966) - Broken Nose
- Élni az életért (Live for Life, 1967) - Photographer
- Fleur d’oseille (1967) - Francis
- La Fille d’en face (1968) - The seducer
- Szívdobbanás (La Chamade, 1968) - Etienne
- Élet, szerelem, halál (Life Love Death, 1969) - François Toledo
- Soleil de printemps (1969)
- Le Voyou (1970) - Bill
- Comptes à rebours (1971) - Macyas
- Smic Smac Smoc (1971) - Smoc
- La Poudre d’escampette (1971) - Ali
- Trois milliards sans ascenseur (1972) - José
- What a Flash! (1972)
- La Punition (1973) - Raymond
- La Valise (1973) - Lieutenant Abdul Fouad
- Rózsabimbó (Rosebud, 1975) - Kirkbane
- A félelem ára (Sorcerer, 1977) - Kassem / Martinez
- Aranyeső Yuccában (Buddy Goes West, 1981) - Girolamo / Sasszem
- Menekülés a győzelembe (Escape to Victory, 1981) - André
- Les P’tites Têtes (1982) - Prince Douzami
- Afghanistan pourquoi ? (1983)
- La Nuit porte-jarretelles (1985)
- Adieu Blaireau (1985) - Poupée
- Catherine (1986) - Abou-al-Khayr (TV-sorozat)
- Champagne amer (1989) - Slim
- L’union sacrée (1989) - Le Kabyle
- Vannak napok… és vannak holdak (There Were Days… and Moons, 1990) - The incredulous policeman
- Szép história (La Belle Histoire, 1992) - The shepherd
- Day of Atonement (1992) - Si Ali
- Unveiled (1994) - Det. Brahms
- Lalla Hobby (1996) - Haj Moussa
- Soleil (1997) - Mokzar
- Ronin (1998) - Man at Exchange
- A marokkói kaland (Hideous Kinky, 1998) - Sufi Sheikh
- A bevetés szabályai (Rules of Engagement, 2000) - Dr. Ahmar
- Kémjátszma (Spygame, 2001) - Dr. Ahmed
- And Now… Ladies and Gentlemen… (2002) - Police Inspector
- Heaven’s Doors (2006) - Mansour
- Moussem lamchaoucha (2009) - Haj Lamfadel
- Comme les cinq doigts de la main (2010) - Lakdar

## Színházi szerepek
| Year | Színmű          | Szerző              | Rendező             |
| ---- | --------------- | ------------------- | ------------------- |
| 1961 | Ross            | Terence Rattigan    | Michel Vitold       |
| 1965 | Numantia bukása | Cervantes           | Jean-Louis Barrault |
| 1966 | IV. Henrik      | William Shakespeare | Jean-Louis Barrault |
| 1966 | A paravánok     | Jean Genet          | Roger Blin          |

## Fordítás
- Ez a szócikk részben vagy egészben  az   Amidou című angol Wikipédia-szócikk fordításán alapul.  Az eredeti cikk szerkesztőit annak laptörténete sorolja fel. Ez a jelzés csupán a megfogalmazás eredetét és a szerzői jogokat jelzi, nem szolgál a cikkben szereplő információk forrásmegjelöléseként.
- Ez a szócikk részben vagy egészben  az   Amidou című francia Wikipédia-szócikk fordításán alapul.  Az eredeti cikk szerkesztőit annak laptörténete sorolja fel. Ez a jelzés csupán a megfogalmazás eredetét és a szerzői jogokat jelzi, nem szolgál a cikkben szereplő információk forrásmegjelöléseként.